# ورمله (مقاطعة دلفان)
ورمله (بالفارسية: ورمله) هي قرية تقع في قسم ميربغ الشمالي الريفي (مقاطعة دلفان) في إيران. يقدر عدد سكانها بـ 136 نسمة .